# Numata Keigo
Keigo Numata (沼田 圭悟 Numata Keigo, sinh ngày 24 tháng 7 năm 1990) là một cầu thủ bóng đá người Nhật Bản. He made is professional debut ở Giải vô địch bóng đá các câu lạc bộ châu Á ngày 16 tháng 5 năm 2012, in a group stage match trước Adelaide United.

## Thống kê câu lạc bộ
Cập nhật đến ngày 23 tháng 2 năm 2016.
| Thành tích câu lạc bộ | Thành tích câu lạc bộ | Thành tích câu lạc bộ | Giải vô địch | Giải vô địch | Cúp                   | Cúp                   | Cúp Liên đoàn | Cúp Liên đoàn | Châu lục | Châu lục  | Khác1     | Khác1     | Tổng cộng | Tổng cộng |
| Mùa giải              | Câu lạc bộ            | Giải vô địch          | Số trận      | Bàn thắng    | Số trận               | Bàn thắng             | Số trận       | Bàn thắng     | Số trận  | Bàn thắng | Số trận   | Bàn thắng | Số trận   | Bàn thắng |
| Nhật Bản              | Nhật Bản              | Nhật Bản              | Giải vô địch | Giải vô địch | Cúp Hoàng đế Nhật Bản | Cúp Hoàng đế Nhật Bản | J. League Cup | J. League Cup | Châu Á   | Châu Á    | Tổng cộng | Tổng cộng |           |           |
| --------------------- | --------------------- | --------------------- | ------------ | ------------ | --------------------- | --------------------- | ------------- | ------------- | -------- | --------- | --------- | --------- | --------- | --------- |
| 2012                  | Gamba Osaka           | J1 League             | 0            | 0            | 0                     | 0                     | 0             | 0             | 1        | 0         | -         | -         | 1         | 0         |
| 2013                  | Gamba Osaka           | J2 League             | 0            | 0            | 0                     | 0                     | -             | -             | -        | -         | -         | -         | 0         | 0         |
| 2014                  | Kamatamare Sanuki     | J2 League             | 27           | 5            | 1                     | 0                     | -             | -             | -        | -         | 2         | 0         | 30        | 5         |
| 2015                  | Kamatamare Sanuki     | J2 League             | 36           | 5            | 2                     | 0                     | -             | -             | -        | -         | -         | -         | 38        | 5         |
| Tổng                  | Tổng                  | Tổng                  | 63           | 10           | 3                     | 0                     | 0             | 0             | 1        | 0         | 2         | 0         | 69        | 10        |

1Bao gồm Promotion Playoffs to J1.